# 1021 pr. n. št.

## Smrti
- Čeng, kralj dinastije Džov (* 1055 pr. n. št.)